# Ferme-pilote du Konsen
La ferme-pilote du Konsen était un projet d'aménagement rural de grande ampleur, lancé par le gouvernement japonais en 1955 avec l'aide de la Banque mondiale, sur la commune de Betsukai (Hokkaïdo). Il prévoyait initialement la création de 460 fermes, destinées essentiellement à l'élevage laitier.
Comme l'endroit n'était pas exploité auparavant, il fallait d'abord défricher les terrains et assécher les marais. Le gouvernement a ensuite sélectionné des candidats à l'exploitation de ces fermes, qui les recevaient « clefs en main » (avec le terrain, les bâtiments, l'équipement et même les vaches), mais devaient en rembourser une partie.
Quelques 361 colons ont ainsi été recrutés jusqu'en 1964. Après quelques difficultés au début (maladies des vaches, difficultés financières des colons), le programme a été ajusté à partir de 1965 (agrandissement des fermes, vaches Holstein plus robustes).
Le projet a permis de dynamiser l'économie de cette région très reculée, et constituait une référence d'élevage moderne à Hokkaido, en servant de modèle pour les autres exploitations laitières de la région.
Il correspondait par ailleurs au développement des produits laitiers dans l'alimentation japonaise à partir des années 1960, du fait de l'influence occidentale et de la croissance économique.